# Christiane Franke
Christiane Franke (* 1963 in Wilhelmshaven) ist eine deutsche Schriftstellerin.

## Leben
Sie veröffentlicht seit 2002 Romane, Kurzgeschichten und Kriminalerzählungen. Ihr Kommissarinnen-Duo Oda Wagner und Christine Cordes ermittelt meist in Wilhelmshaven, teils auch auf den Ostfriesischen Inseln. Als Herausgeberin ist sie an einigen Anthologien beteiligt, ihre Kurzgeschichten spielen überwiegend im Nordwesten Deutschlands.
Christiane Franke ist Dozentin für kreatives Schreiben und Mitglied im Verband deutscher Schriftsteller
(VS in ver.di), dem Syndikat und bei den Mörderischen Schwestern
Sie lebt mit ihrer Familie in ihrer Heimatstadt Wilhelmshaven.

## Werke

### Romane

#### Einzelwerke
- ...gar nicht mein Typ! Snyder Verlag, Paderborn 2000, ISBN 3-933976-17-0.
- Eine Mordsehe. Verlag Soltau-Kurier, Norden 2002, ISBN 3-928327-54-2.
- Endlich wieder Meer. GOYA, Hamburg 2021, ISBN 978-3-8337-4337-5.

#### Küstenkrimi / Reihe Kommissarinnen Oda Wagner und Christine Cordes
- Blutrote Tränen. Leda-Verlag, Leer 2007 ISBN 978-3-93492-794-0.
- Mord ist aller Laster Ende. Emons-Verlag, Köln 2010, ISBN 978-3-89705-708-1.
- Mord im Watt. Emons-Verlag, Köln 2011, ISBN 3-89705-827-8.
- Mord unter Segeln. Emons-Verlag, 2012 Köln, ISBN 978-3-89705-917-7.
- Mord im Nebel. Emons-Verlag, Köln 2013, ISBN 978-3-95451-067-2.
- Mord zwischen Ebbe und Flut. Emons-Verlag, Köln 2014, ISBN 978-3-95451-256-0.
- Mord in den Dünen. Emons-Verlag, Köln 2015, ISBN 978-3-95451-549-3.
- Mord auf der Sandbank. Emons-Verlag, Köln 2016, ISBN 978-3-95451-956-9.
- Mord im Küstenwind. Emons-Verlag, Köln 2017, ISBN 978-3-7408-0175-5.
- Mord zwischen Wind und Wellen. Emons-Verlag, Köln 2018, ISBN 978-3-7408-0407-7.
- Mord bei Nordwest. Emons-Verlag, Köln 2019, ISBN 978-3-7408-0622-4.
- Mord am Jadebusen. Emons-Verlag, Köln 2020, ISBN 978-3-7408-0911-9.
- Mord mit Nordseeblick. Emons-Verlag, Köln 2025, ISBN 978-3-7408-2485-3.

#### Reihe Ostfriesen-Krimi mit Henner, Rudi und Rosa
Krimi-Reihe zusammen mit Cornelia Kuhnert
- Krabbenbrot und Seemannstod. Rowohlt-Taschenbuch-Verlag, Reinbek 2014, ISBN 978-3-49923-745-4.
- Der letzte Heuler. Rowohlt-Taschenbuch-Verlag, Reinbek 2015, ISBN 978-3-499-26994-3.
- Miss Wattenmeer singt nicht mehr. Rowohlt-Taschenbuch-Verlag, Reinbek 2016, ISBN 978-3-499-27210-3.
- Mörderjagd mit Inselblick. Rowohlt-Taschenbuch-Verlag, Reinbek 2017, ISBN 978-3-499-29061-9.
- Muscheln, Mord und Meeresrauschen. Rowohlt-Taschenbuch-Verlag, Reinbek 2018, ISBN 978-3-499-27358-2.
- Zum Teufel mit den fiesen Friesen. Rowohlt-Taschenbuch-Verlag, Reinbek 2019, ISBN 978-3-499-27601-9.
- Krabbenkuss mit Schuss. Rowohlt Taschenbuch Verlag, Hamburg 2020, ISBN 978-3-499-00244-1.
- Wenn Wattwürmer weinen. Rowohlt Taschenbuch Verlag, Hamburg 2021, ISBN 978-3-499-00543-5.
- Es muss nicht immer Labskaus sein. Rowohlt Taschenbuch Verlag, Hamburg 2022, ISBN 978-3-499-00765-1.
- Tote Lämmer lügen nicht. Rowohlt Taschenbuch Verlag, Hamburg 2023, ISBN 978-3-499-01165-8.
- Faule Fische fängt man nicht. Rowohlt Taschenbuch Verlag, Hamburg 2024, ISBN 978-3-499-01166-5.
- Spröde Sprotten schwimmen schlecht. Rowohlt Taschenbuch Verlag, Hamburg 2025, ISBN 978-3-499-01472-7.

#### Reihe Heißmangelbetreiberin Martha Frisch
Krimi-Reihe zusammen mit Cornelia Kuhnert
- Frisch ermittelt: Der Fall Vera Malottke. Rowohlt Taschenbuch Verlag, Hamburg 2022, ISBN 978-3-499-00754-5.
- Frisch ermittelt: Der Fall Kaltwasser. Rowohlt Taschenbuch Verlag, Hamburg 2023, ISBN 978-3-499-00755-2.
- Frisch ermittelt: Der Fall Hartnagel. Rowohlt Taschenbuch Verlag, Hamburg 2024, ISBN 978-3-499-01473-4.

### Als Herausgeberin
- Mord, Mord, Mord. mit dem TrioMortabella
- Liebe, Laster, Leichen. mit dem TrioMortabella
- mit Sandra Lüpkes: So schön tot: die besten Wellness-Morde. DTV-Verlag, München 2012, ISBN 978-3-423-21394-3.
- Kurz & tödlich. Chichilli-Verlag, 2013 (als E-Book)
- mit Jürgen Alberts: Etwas Besseres als den Tod ... KBV-Verlag, Hillesheim 2013, ISBN 978-3-942446-78-5.

### Hörbücher
- Endlich wieder Meer. Autorenlesung, GOYALiT, Hamburg 2021, ISBN 978-3-8337-4404-4.